# 1532
1532 (MDXXXII) fue un año bisiesto comenzado en lunes del calendario juliano.

## Acontecimientos
- 21 de diciembre: La representación numérica de las 23 horas y cincuenta y un minutos del día de hoy configura un curioso palíndromo de doce cifras: (23:51.21.12.1532) , que se volverá a producir 470 años después: 20:02.20.02.2002.

### En América
- 30 de abril: Se funda el puerto más antiguo de Perú: el puerto norteño de San Francisco de la Buenaesperanza de Paita
- 15 de agosto: Se funda en el Virreinato del Perú la ciudad de San Miguel de Piura por Francisco Pizarro
- 16 de noviembre: Francisco Pizarro hace prisionero al inca Atahualpa.
- Llegada de los españoles al Perú.

### En Europa
- 13 de enero: Una real cédula firmada en Sevilla prohíbe marcar a los indios con hierros candentes.
- 12 de septiembre: En el prado de Chanforan,  en Angrogna, norte de Italia, se tuvo el histórico sínodo general de los valdenses de Francia e Italia que decidió adherirse a la Reforma, aceptando el principio de  la justificación por la sola fe .[1]
- Un incendio provoca daños en el Sudario de Turín.

## Nacimientos
- 24 de junio: Robert Dudley, I conde de Leicester.
- 4 de noviembre: Tommaso d'Antonio Manzuoli, pintor florentino conocido como Maso da San Friano (f. 1571).
- 20 de diciembre: Orazio Samacchini, pintor italiano (f. 1577).
- Cipriano de Valera, religioso y humanista español.
- John Hawkins, mercader, navegante y comerciante de esclavos inglés.
- Hernando Franco, compositor español.
- Orlando di Lasso , compositor franco-flamenco

## Fallecimientos
- 1 de octubre: Mabuse, pintor flamenco.
- Alfonso de Valdés, escritor español.
- Huáscar, príncipe inca que se disputaba el poder del Imperio inca con su medio hermano Atahualpa.